# Franz von Sonnenberg (Großprior)

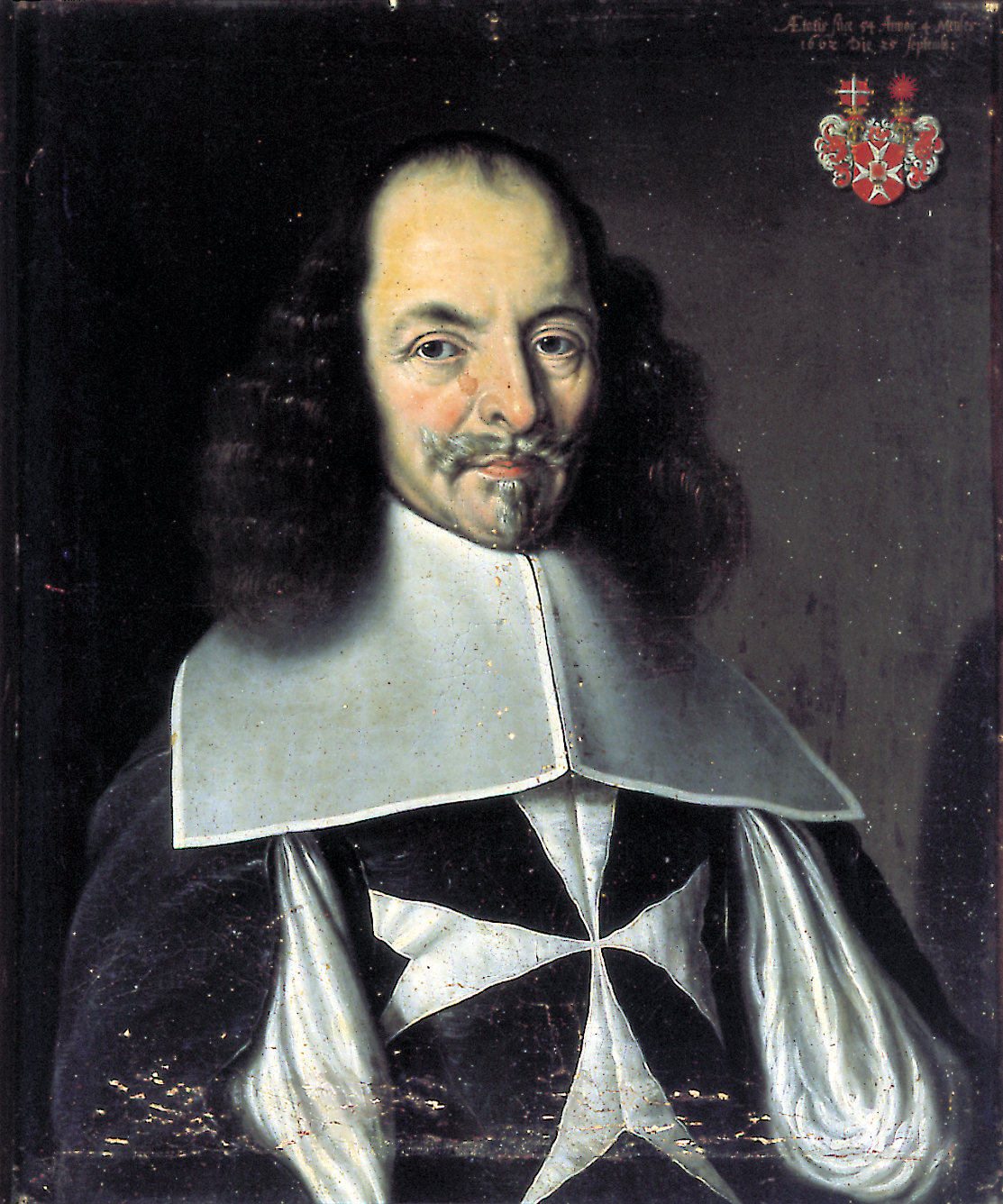
Franz von Sonnenberg um 1662

Franz von Sonnenberg (* 26. Mai 1608 in Luzern; † 10. Oktober 1682 in Leuggern) war 1682 kurzzeitig Großprior der deutschen Johanniter.

## Herkunft
Sonnenberg stammt aus dem Luzerner Patriziergeschlecht der Sonnenberg, die sich seit dem Adelsdiplom, das sie 1666 von Kaiser Leopold I. erhielten, „von Sonnenberg“ nannten. Allerdings war die Familie bereits 1488 durch König Mathias von Ungarn geadelt worden, wodurch er die Ahnenprobe des Johanniterordens nach Schweizer Art, d. h. adelige Herkunft über vier Generationen, erfüllen konnte.
Die Familie nannte sich nach dem Sonnenberg bei Luzern. Seine Eltern waren der Luzerner Schultheiss, Jakob von Sonnenberg und dessen Ehefrau, Anna Pfyffer von Wyher.

## Leben
Sonnenberg besuchte das Jesuitenkollegium in Luzern und begann 1625 eine militärische Laufbahn im Schweizer Garderegiment des französischen Königs, wo er bis 1634 diente – zuletzt als Hauptmann in der Kompanie seines Bruders, Alphons.
1630 trat er in den Johanniterorden ein und begann 1634 das einjährige Noviziat. Von da an war er an vielen Beutezügen (sogenannten Karawanen) der maltesischen Ordensgaleeren beteiligt. 1635 legte er das Ordensgelübde ab.
Aufgrund seiner Dienstjahre und Verdienste wurden ihm drei bedeutende Kommenden zugewiesen:
- 1639 Villingen
- 1648 Leuggern-Klingnau
- 1649 Hohenrain-Reiden

Die Kommende Wietersheim wurde ihm 1641 zugewiesen, bis sie etwa 1646 an den protestantischen Ordensritter Hilmer Ernst von Münchhausen fiel. Die Kommende Regensburg-Altmühlmünster war von geringerer Bedeutung und Komtur von Münchenbuchsee nur mehr ein Titel.
Mit seiner Wahl zum Großprior unterstanden ihm auch die Kommenden Bubikon und Heitersheim, wo er aber aufgrund seines baldigen Todes keine Spuren mehr hinterliess.
1650 bis 1656 bekleidete er das Amt des Großbaillis der deutschen Zunge und war damit der ranghöchste deutsche Ordensritter auf Malta. Ab 1655 führte er den Titel Großprior von Ungarn.
Sonnenberg wurde nach dem Tod seines Vorgängers, Friedrich von Hessen († 19. Februar 1682), am 14. April in Malta zum Großprior des deutschen Johanniter erwählt. Die Ernennungsurkunde wurde ihm am 8. Juni 1682 in Leuggern ausgehändigt. Die Amtseinführung in Heitersheim erfolgte am 22. Juni 1682. Bis zu seinem Tod am 10. Oktober 1682 konnte er kaum noch Einfluss auf das Großpriorat nehmen.
Seiner Familie, die für den Einkauf in den Johanniterorden eine grössere Summe investieren musste, hinterliess er die 1680 gekaufte Herrschaft Kasteln.